# 宗像のテンちゃん
宗像のテンちゃん（むなかたのテンちゃん）は、福岡県宗像市の非公式マスコットキャラクターである。

## プロフィール
- 性格 - 何事にも一生懸命だけど、どこかぬけている天然キャラ
- 出身地 - 福岡県宗像市
- 誕生日 - 10月10日

## コンセプト
福岡県宗像市に生息するテン（ホンドテン）がモチーフで、市の公式キャラクターになることを目指している。

## 来歴
- 2018年10月10日 宗像のテンちゃんイラスト画完成[1]
- 2019年1月10日 絵本「宗像のテンちゃん はじまりのお話」発行[2]
- 2019年5月13日 絵本「宗像のテンちゃん 玄ちゃんの嫁さがし」発行[3]
- 2019年10月22日 情報誌 むなふ に挿絵として掲載[4]
- 2019年11月8日 LINEスタンプ発売[5]
- 2019年12月1日 宗像市応援eあいてむ新プロジェクト企画参加[6]
- 2020年1月12日 「宗像のテンちゃんねる」にアニメーション公開[7]
- 2020年4月5日 テーマソング「テンまで届けテンテケテン」完成[8]
- 2020年4月21日 飲食店（テイクアウト）応援チラシ制作ボランティア企画実施[9]
- 2020年4月25日 KBCラジオ HAKATA SOUND FLY で「テンまで届けテンテケテン」放送[10]
- 2020年4月22日 宗像のテンちゃん着ぐるみ完成[11]
- 2020年7月1日 鎮国寺の御朱印に登場[12]
- 2020年7月19日 GuuGoo主催ばってん少女隊ドライブイン生放送ライブイベントに出演[13][14]
- 2024年 宗像市ふるさと納税 チョイスPayキャラクター[15]

## 活動
宗像市の歴史、文化、観光地や商業などを着ぐるみやイラストを用いて紹介している。

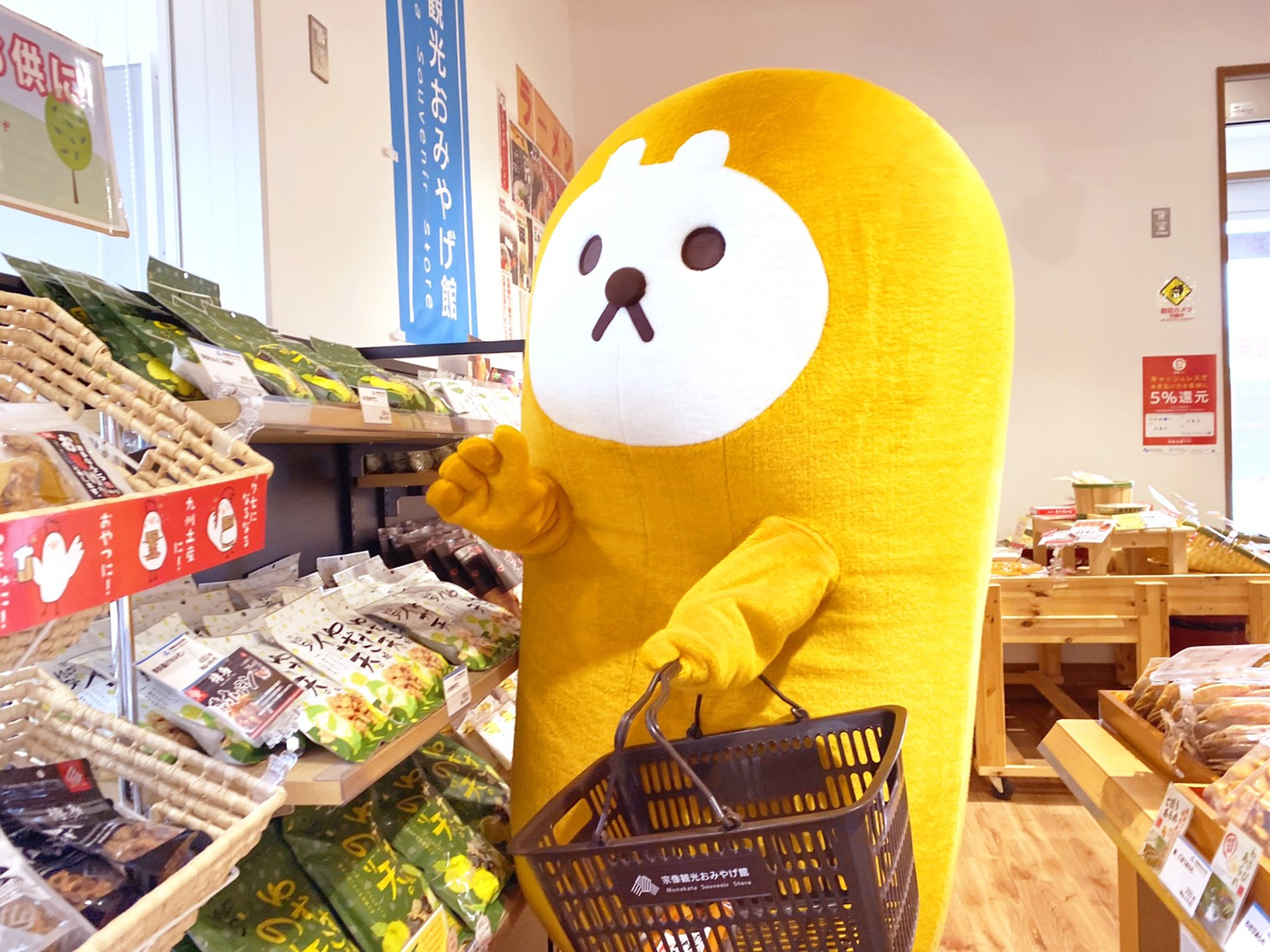
宗像のテンちゃん2
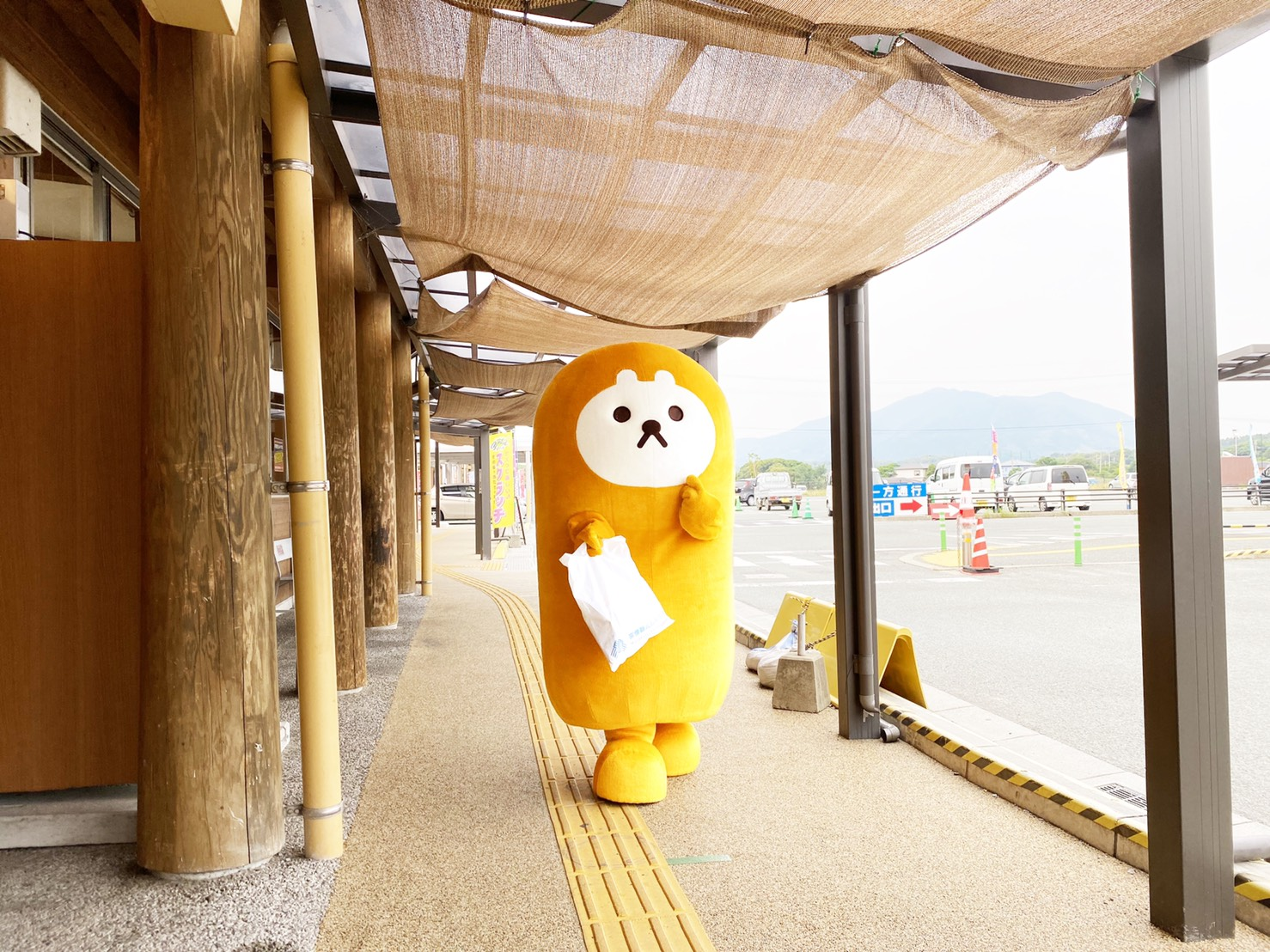
宗像のテンちゃん3